# Echinochloa crus-galli
Chi lồng vực (Echinochloa crus-galli) thuộc thực vật có hoa trong họ Hòa thảo, hình dung giống lúa. Loài này được (L.) P.Beauv. mô tả khoa học đầu tiên năm 1812. Hạt lồng vực được gọi là bại tử (稗子), màu ngà hoặc vàng sệt, hơi đắng và có thể nấu cháo ăn được.

## Hình ảnh

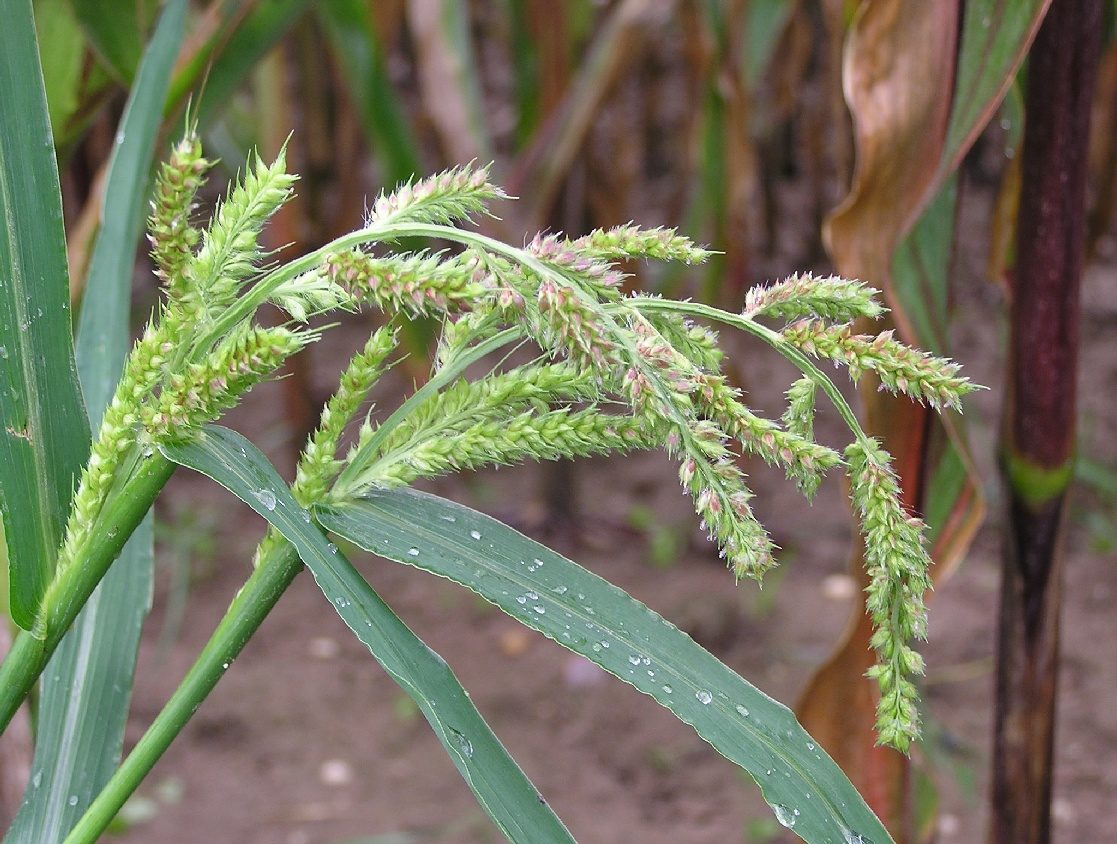
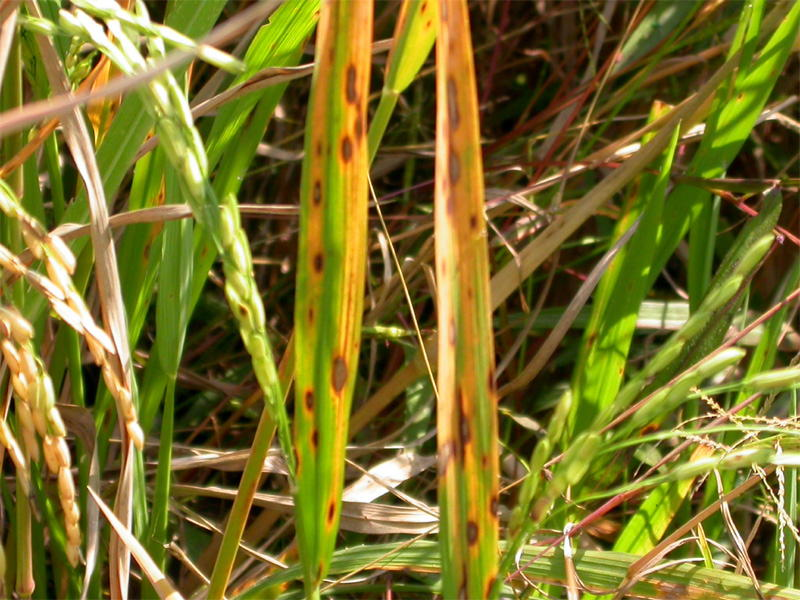
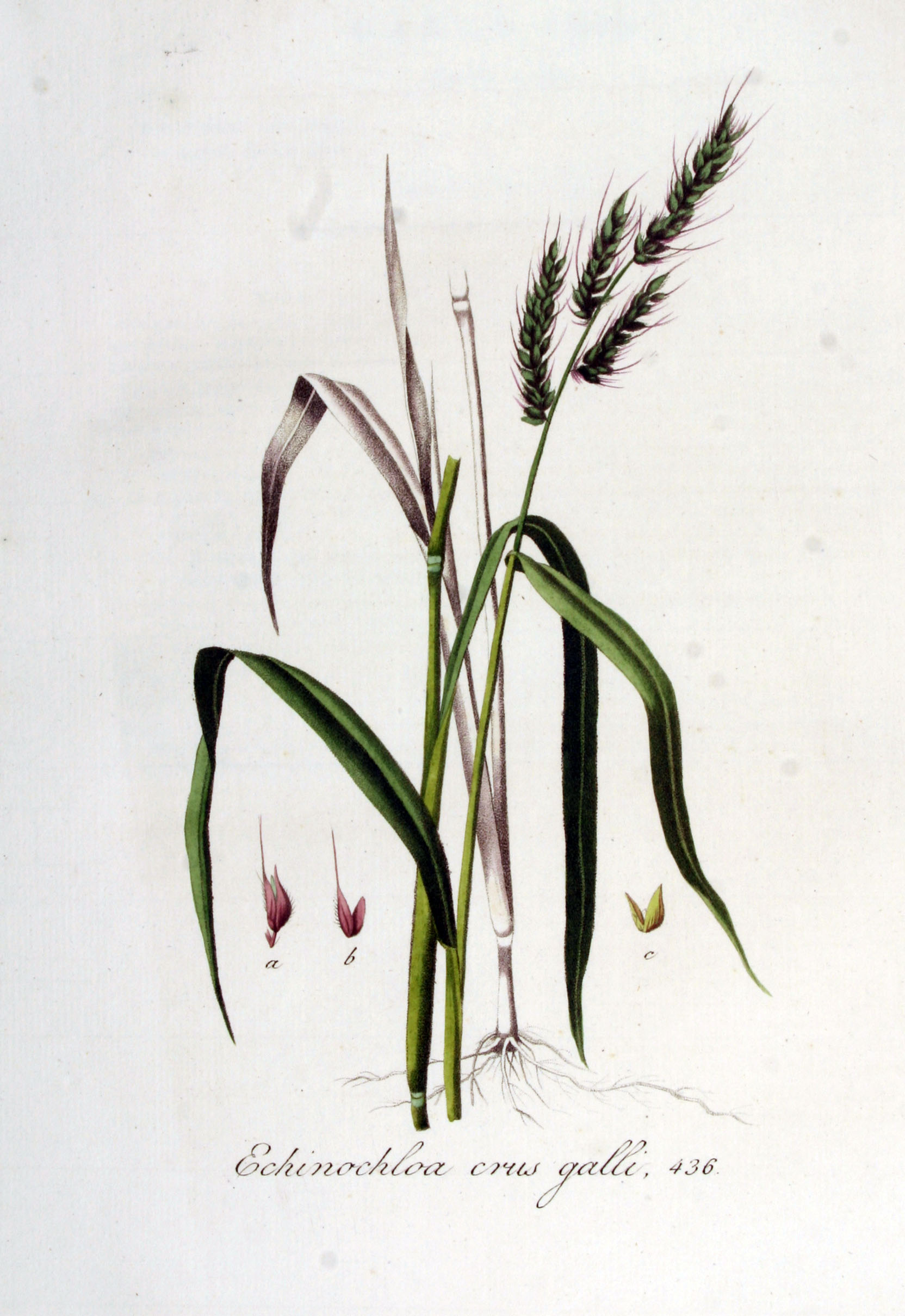
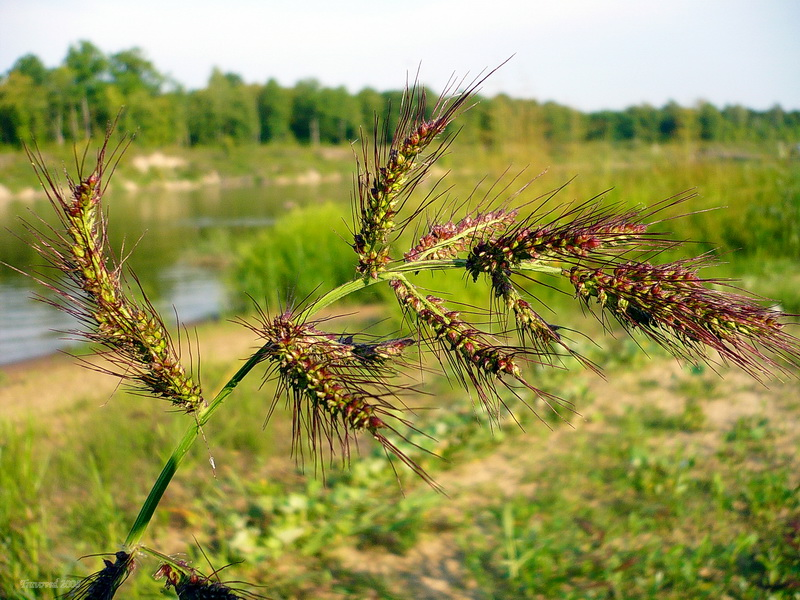